# Laura Danly
Laura Danly, Ph.D. (nacida el 7 de julio de 1958) es una astrónoma y académica estadounidense. Actualmente, Danly esta Curadora en el Observatorio Griffith en Los Ángeles. Con anterioridad a su puesto actual, fue presidenta del Departamento de Ciencias Espaciales en el Museo de Denver de Naturaleza y de Ciencia.
Anteriormente, Danly ocupó puestos académicos en la Universidad de Denver (dónde fue profesora asistente), y en el Pomona College (dónde fue profesora asistente visitante). En estos puestos,  desarrolló currículum centrado en astronomía, arqueoastronomía, física solar, astrofotografía y astrobiología.
Danly pasó varios años en el Instituto de Ciencia del Telescopio Espacial en Baltimore, Maryland, donde  ocupó una variedad de puestos que incluyen proyectos científicos para la educación, astrónoma ayudante y Becaria Hubble.  Además, Danly dirigió su investigación posdoctoral en el STSci.
Cuando un astrónomo, Danly tiene extensa experiencia observacional, incluyendo unas 441 horas de observación ultravioleta (la mayoría a través del telescopio espacial Hubble).  Danly también ha completado cientos de horas de observación óptica y radiofónica en instalaciones como el Observatorio Nacional de Kitt Peak, el Observatorio McDonald, el Observatorio Interamericano del Cerro Tololo y el Observatorio de Radioastronomía Nacional.
En 1991, Danly fundó el foro de Mujeres de la Ciencia para animar a las mujeres jóvenes a perseguir carreras en la ciencia proporcionando oportunidades para conocerse y preguntar cuestiones a mujeres científicas e ingenieras y participar en actividades prácticas para explorar oportunidades en varias disciplinas de la carrera.  En 1993, Danly coescribió The Baltimore Charter for Women in Astronomy para abordar las preocupaciones de las mujeres como grupo minoritario en el campo de la astronomía.
Danly obtuvo un Grado en Física por la Universidad Yale, y un Doctorado en Astronomía de la Universidad de Wisconsin–Madison.
Laura Danly también ha sido una científica invitada en la serie documental El Universo durante varios  episodios y en How the Universe Works.
El 21 de octubre de 2009, Laura Danly organizó una conferencia sobre los últimos avances científicos de la misión Cassini-Huygens a Saturno , donde presentó a los científicos clave involucrados en la investigación espacial.